# Santiano (groupe)
Pour l’article homonyme, voir Santiano.
Santiano est un groupe allemand de Flensbourg, ayant un répertoire mélangeant la musique traditionnelle celtique (notamment bretonne ou irlandaise), le schlager ou les chants de marins.

## Histoire
Le groupe tire son nom de la chanson Santiano ou O Santianna (All on the Plains of Mexico), un chant de marin popularisé par Hugues Aufray en 1961.
Le groupe est l'idée de Hartmut Krech, producteur de musique à Flensbourg, propriétaire du label Elephant Music.
Le 3 février 2012 sort le premier album du groupe Bis ans Ende der Welt sur We Love Music, un label coproduit par Universal Music et ProSiebenSat.1 Media. Il devient numéro un des ventes cette année. Suit une grande tournée dans les pays germanophones, dont une apparition au Wacken Open Air (un CD/DVD de cette tournée sort en novembre 2012).
En 2013, le groupe reçoit un Echo dans la catégorie "Volkstümliche Musik". Il fait la première partie de la tournée d'été de Helene Fischer puis sa propre tournée de novembre 2013 à avril 2014 pour présenter son album Mit den Gezeiten, numéro des ventes à sa sortie.
Le boxeur Jürgen Brähmer diffuse la musique de Santiano pour son entrée dans le ring.

## Discographie
Albums
- 2012: Bis ans Ende der Welt
- 2012: Bis ans Ende der Welt - Live aus der Hamburger Fischauktionshalle
- 2013: Mit den Gezeiten
- 2014: Mit den Gezeiten - Live aus der o2 World Hamburg
- 2015: Von Liebe, Tod und Freiheit
- 2016: Von Liebe, Tod und Freiheit - Live / Waldbühne Berlin
- 2017: Im Auge des Sturms
- 2019: MTV Unplugged
- 2021: Wenn die Kälte kommt
- 2022: Die Sehnsucht ist mein Steuermann - Das Beste aus 10 Jahren
- 2023: Doggerland

Singles
- 2012: Santiano
- 2013: Es gibt nur Wasser

Livres audio
- 2016: Santiano präsentiert König der Piraten (livre pour enfant)

## Source, notes et références
1. ↑  (en) « W : O : A - Wacken Open Air : Santiano », sur wacken.com via Wikiwix (consulté le 14 octobre 2023).
2. ↑  (de) « Der erste ECHO für Santiano! », sur universal-music.de (consulté le 30 août 2020).
3. ↑  (en) « Team Wasserman », sur boxen.com (consulté le 11 avril 2023).

- (de) Cet article est partiellement ou en totalité issu de l’article de Wikipédia en allemand intitulé « Santiano » (voir la liste des auteurs).